# Поварисов, Суфиян Шамсутдинович
Суфиян Шамсутдинович Поварисов (29 августа 1924 — 2 июля 2016) — советский и российский татарский писатель, доктор филологических наук, профессор, народный писатель Башкортостана (2011). Заслуженный деятель науки Республики Башкортостан (1992) и Республики Татарстан (2004), Почётный работник высшего образования России (1997). Участник Великой Отечественной войны. Член Союза писателей Башкортостана, член Союза писателей России.

## Биография
Родился в селе Тупеево Илишевского района Башкирской АССР.
Окончив семь классов школы, работал в колхозе. Будучи призван в августе 1942 года в ряды Красной Армии, служил командиром расчета 469-го отдельного минометного полка Ставки Верховного главнокомандования. С полком прошел с боями через Украину, Белоруссию, Румынию, Венгрию, Чехословакию, Германию. Май 1945-го встретил в Дрездене.
В 1951 году поступил на историко-филологический факультет Казанского государственного педагогического института.
После окончания института, в 1955—1958 годах работал директором Барсуковской школы Актанышского района Татарстана. С 1958 года работал сотрудником татарской газеты Кызыл тан, а с 1960 года — в Башкирском государственном университете (ныне Уфимский университет науки и технологий), где занимается проблемами лингвистики.
Первое стихотворение С. Поварисова «Счастье» было опубликовано в 1953 году. Им были написаны им три лирические поэмы. Написал рассказы «Разве я не думаю», «Ордер», «Жалоба», повести «Люблю тебя жизнь», «Сюмбюль», «Годы молодые», «Дорога бессмертных», «Верю тебе!», «Мы ещё встретимся», роман «Судьба отверженных» .
Автор трилогии о классике татарской литературы Галимджане Ибрагимове, романов «Заря пророка», «На седьмом небе», «Трагедия». Также работал в драматургии. Он автор комедии «Карликовая звезда» — посвящена жизни абитуриентов, драмы «Свадебный подарок» о торговых работниках и «Зори родной деревни», пьес «Обещание», «Новая мелодия», «Красивая дама» и других.
Как учёный, он внёс большой вклад в изучение языка художественных произведений, стилистики литературного татарского языка.
В 2011 году ему было присвоено почётное звание «Народный писатель Республики Башкортостан» (2011).

## Труды
Суфиян Поварисов — автор около 40 книг и 300 научных трудов.
- Особенности стиля Г. Ибрагимова и изучение их в школе. — Уфа: БашГУ, 1974. — 200с.
- Изучение языка художественных произведений в школе. — Казань: Таткнигоиздат, 1978. — 140с.
- Система образных средств в художественной прозе Г. Ибрагимова (Лексика). — Уфа: БашГУ, 1978. — 110с.
- Язык и стиль прозы Г. Ибрагимова. — Уфа: БашГУ, 1979. — 50с.
- Изучение языка художественных произведений. — Уфа: БашГУ, 1980. — 45с.
- Система образных средств в художественной прозе Г. Ибрагимова (Фразеология). — Уфа: БашГУ, 1980. — 50с.
- Искусство художественного слова. — Казань: Таткнигоиздат, 1982. — 175с.
- Сравнительные конструкции в татарском языке. — Уфа: БашГУ, 1996. — 100с.
- Слово и художественная речь. — Уфа: Башкнигоиздат, 1997. — 110с.
- Люблю тебя, жизнь! Повесть. — Уфа, 1965 г.
- Язык мой — друг мой, язык мой — враг мой.
- Комедия.- Уфа, 1969 г. Ляйля с золотой звездочкой. Повесть. — Уфа, 1970 г.
- Дочь Урала. Пьеса. 1970 г. Карликовая звезда. Комедия. — Уфа, 1971 г.
- Дыхание земли. Повесть и очерки. — Уфа, 1975 г.
- Легенда о счастье. Очерки. — Уфа, 1983 г.
- Верю тебе. Повести. — Уфа, 1984 г.
- Пятеро партизан. Повесть. — Уфа, 1987 г.
- В чьих руках судьба деревни? Очерки. — Уфа, 1990 г.
- Не бросай меня! Повести. — Уфа, 1992 г.
- Судьбы и жертвы. Роман. — Уфа, 1996 г.
- Новая мелодия. Пьесы. — Казань. 1967 г.
- Изучение языка и стиля писателя в школе. — Уфа, 1974 г.
- Изучение языка художественных произведений. — Казань, 1978 г.
- Язык и стиль писателя. — Уфа, 1979 г.
- Искусство художественного слова. — Казань, 1982 г.
- Стилистика литературного языка. — Уфа, 1989 г.
- Язык художественных произведений. — Уфа, 1989 г.
- Особенности языка художественных произведений. — Уфа, 1992 г.
- Стилистические особенности художественно-изобрази¬тельных средств. — Уфа, 1993 г.
- Сравнения в татарском языке. — Уфа, 1996 г.
- Слово и художественная речь. — Уфа, 1997 г.
- Заря пророка. Роман. — Казань, 1999 г.
- На седьмом небе. Роман. — Казань, 1999 г.

## Награды и премии
- Заслуженный деятель науки Республики Башкортостан (1992).
- Почётный работник высшего образования России (1997).
- Народный писатель Республики Башкортостан (2011).
- Орден Славы III ст., Орден Отечественной войны II ст., медали